# Juan Antonio San Epifanio
Juan Antonio San Epifanio Ruiz, detto Epi (Saragozza, 12 giugno 1959), è un ex cestista spagnolo nel ruolo di ala piccola.
In tutta la sua carriera ha vestito la casacca del Barcellona.

## Carriera

### Club

#### Gli inizi e le giovanili
Vicino all'abbandono della pratica sportiva, a 15 anni la sua carriera cestistica subì la svolta decisiva quando il Barcelona mise sotto contratto suo fratello maggiore, Herminio San Epifanio, il quale però pose nelle condizioni di ingaggio che la società facesse entrare in squadra anche Juan Antonio; la dirigenza accettò, ma data la giovanissima età collocò il ragazzo nella formazione del Colegio Alpe de Barcelona, dove incrementò notevolmente la tecnica e vinse il suo primo titolo scolastico. Nel 1976 venne convocato nella nazionale giovanile, con cui vinse una medaglia di bronzo ed una d'argento agli Europei giovanili.

#### Al Barcellona
Nel 1979 approdò in prima squadra. Nei circa 15 anni di carriera (dal 1979 all'abbandono nel 1995), il Barcellona si impose quale dominatrice del panorama cestistico spagnolo, in cui fino ad allora aveva primeggiato il Real Madrid. Nel suo curriculum Epi vanta 7 titoli della liga ACB (1981, 1983, 1987, 1988, 1989, 1990, 1994), 10 Coppe del Re (1978, 1979, 1980, 1981, 1982, 1983, 1987, 1988, 1991, 1994), due Coppe delle Coppe (1985, 1986); 1 Coppa Korać (1987) e una Coppa Intercontinentale (1985).
Si è ritirato al termine della stagione 1994-95.

### Nazionale
Nel 1978 vestì per la prima volta la maglia della Nazionale spagnola seniores. In quasi un ventennio di attività, sarà convocato per ben 239 incontri internazionali, nei quali segnerà 3358 punti (miglior realizzatore spagnolo di sempre).
Ha partecipato a quattro Giochi Olimpici (1980, 1984, 1988, 1992), disputando in tutto 30 partite del torneo olimpico. A Los Angeles 1984 la Spagna vinse una storica medaglia d'argento, sconfitta dagli Stati Uniti in finale. Ai Campionati europei del 1983, si era già aggiudicato un altro argento, dopo che lo stesso Epi aveva conquistato l'accesso alla finale battendo l'Unione Sovietica in semifinale con un buzzer beater; agli europei del 1991, disputati a Roma, gli spagnoli ottennero invece una medaglia di bronzo.

## Palmarès
- Campionato spagnolo: 7

Barcellona: 1980-81, 1982-83, 1986-87, 1987-88, 1988-89, 1989-90, 1994-95
- Copa del Rey: 10

Barcellona: 1978, 1979, 1980, 1981, 1982, 1983, 1987, 1988, 1991, 1994
- Supercoppa spagnola: 1

Barcellona: 1987
- Liga catalana: 8

Barcellona: 1980, 1981, 1982, 1983, 1984, 1985, 1989, 1993
- Copa Príncipe de Asturias: 1

Barcellona: 1988
- Coppa delle Coppe: 2

Barcellona: 1984-85, 1985-86
- Coppa Intercontinentale: 1

Barcellona: 1985
- Coppa Korać: 1

Barcellona: 1986-87
- Supercoppa europea: 1

Barcellona: 1986
- FIBA World Cup All-Tournament Teams: 1

1982